# Janusz Pyciak-Peciak
Janusz Gerard Pyciak-Peciak (Varsavia, 9 febbraio 1949) è un ex pentatleta polacco.

## Palmarès
In carriera ha conseguito i seguenti risultati:
- Giochi olimpici:

Montreal 1976: oro nel pentathlon moderno individuale.
- Mondiali:

San Antonio 1977: oro nel pentathlon moderno individuale ed a squadre.
Jönköping 1978: oro nel pentathlon moderno a squadre ed argento individuale.
Budapest 1979: argento nel pentathlon moderno individuale.
Zielona Góra 1981: oro nel pentathlon moderno individuale ed a squadre.